# 노경태 (영화 감독)
노경태(1972년 ~ )는 대한민국의 영화 프로듀서, 감독, 각본가이다.
1972년 태어나 한국과학기술원(KAIST)에서 공부했다.

## 참여 작품
- 블랙스톤 (영화)(2015) - 감독/각본/제작
- 검은 갈매기(2011) - 감독/각색
- 현기증 Ver 1.0(2010) - 감독/음향/촬영/편집